# Catocala albinata
Catocala albinata là một loài bướm đêm trong họ Erebidae.